# Arkasha Stevenson
Arkasha Stevenson ist eine US-amerikanische Regisseurin und Drehbuchautorin, die vor allem für ihre Arbeiten im Horror-Genre bekannt ist. Stevensons Werke sind geprägt von düsteren, körperbetonten Horrorthemen. Sie betont die Bedeutung weiblicher Perspektiven und setzt sich in ihren Filmen mit gesellschaftlichen Tabus auseinander.

## Werdegang
Stevenson erwarb 2010 einen Bachelor-Abschluss in Journalismus an der University of North Carolina. Anschließend absolvierte sie das Regieprogramm des American Film Institute in Los Angeles. Vor ihrer Karriere als Filmemacherin arbeitete sie als Fotojournalistin und Videografin für die Los Angeles Times.

Ihr Spielfilmdebüt gab Stevenson mit The First Omen.

Ihr Kurzfilm Vessels von 2015 beschäftigt sich mit illegalen Brustvergrößerungen in der Transgender-Community und gewann den Iris Prize. Gemeinsam mit Co-Autor Tim Smith realisierte sie den Kurzfilm Pineapple, der 2017 beim Sundance Film Festival Premiere feierte.
Sie führte Regie bei Episoden mehrerer Fernsehserien, darunter Channel Zero, Legion, Briarpatch und Brand New Cherry Flavor.
Ihr Spielfilmdebüt gab sie 2024 mit dem Kinofilm The First Omen, einem Prequel zum Horrorfilm Das Omen von 1976. Der Film wurde von 20th Century Studios veröffentlicht und spielte weltweit rund 54 Millionen US-Dollar ein.

## Filmografie
(Auswahl)
- 2015 Vessels (Kurzfilm) (Regie, Drehbuch)
- 2017 Pineapple (Kurzfilm) (Regie, Drehbuch)
- 2018 Channel Zero (Staffel 3) (Regie)
- 2019 Legion (Chapter 24 / Episode 3.5) (Regie)
- 2020 Briarpatch (Episode 'Game Theory and Mescaline') (Regie)
- 2021 Brand New Cherry Flavor (Episode 'I Exist') (Regie)
- 2024 The First Omen (Regie, Drehbuch)